# Open Notebook Science Challenge
El Open Notebook Science Challenge es un conjunto de proyectos de investigación que recogen las medidas de la solubilidad no
acuosa de compuestos orgánicos y los publica como open data, los resultados se presentan en forma de open notebook science. Aunque cualquier persona puede aportar datos a la investigación, el concurso está abierto solo a estudiantes de secundaria de los EE. UU. y del Reino Unido.
El desafío, a su vez forma parte del proyecto UsefulChem, un curso open notebook science que intenta sintetizar y examinar los posibles nuevos fármacos contra la malaria. Los datos de la Solubility Challenge serán utilizados para construir modelos predictivos computacionales de solubilidad para el óptimo uso en la síntesis.
El desafío comenzó el 28 de septiembre de 2008. El inicio de Open Notebook Science Challenge, a partir de abril de 2009, involucra a investigadores y alumnos de al menos 4 instituciones diferentes y se ha traducido en la adquisición de más de 400 medidas de solubilidad.

## Premios
Para fomentar la participación, cada mes un premio es estregado al estudiante que hace, en opinión de los jueces, el mejor trabajo. Para participar, los estudiantes tienen que ser residentes en EE. UU. o en el Reino Unido. El premio es un premio en efectivo de 500 dólares americanos. Los tres primeros también recibieron un año de suscripción a la revista Nature. Los premios son patrocinados por Submeta y Nature.

## Solicitar un experimento
Además de la concentración de compuestos relacionados con la reacción de Ugi, el reto ONS permite a cualquier persona solicitar un experimento de medición de solubilidad.

## Donaciones químicas
Sigma Aldrich es también el patrocinador oficial del Reto Open Notebook Science. Sigma Aldrich está participando en la donación y el envío gratutito de los solicitados productos químicos a todos los experimentadores de los EE. UU. y el Reino Unido.